# Seeba (Rhönblick)
Seeba ist ein Dorf mit etwa 140 Einwohnern in der Thüringer Rhön, das als Ortsteil zur Einheitsgemeinde Rhönblick gehört.

## Lage

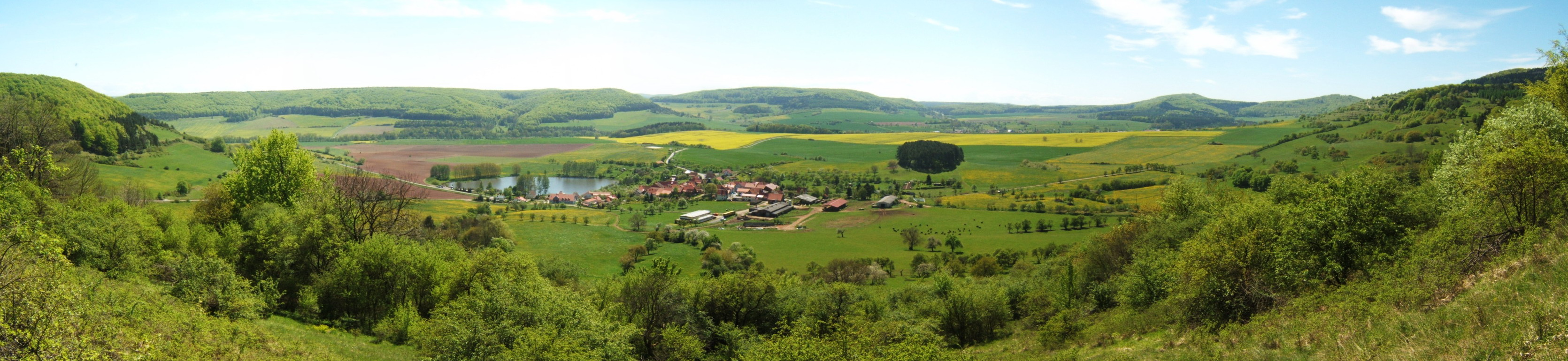
Blick von Norden auf Seeba, im Hintergrund das Herpftal und rechts hinten Neuberg und Hutsberg (beide 639 m)

Das Dorf liegt in einem nördlichen Seitental des Herpftals auf 370 m ü. NN. Nordwestlich liegt die Hohe Geba mit dem vorgelagerten Neidhardskopf und unterhalb der Geba das Dorf Träbes. Östlich des Dorfes thront die bewaldete Kleine Geba (510 m). Direkt neben dem Dorf liegt der namensgebende See.

## Geschichte
830 wurde Seeba erstmals urkundlich als zi demo Sune (zu dem See) erwähnt. Das Kloster Neuenberg bei Fulda besaß hier den Fronhof und den See. Die Ortsflur war vor 1200 Jahren vermutlich Teil der Mark Hoiti. (Hoiti ist der alte Name von Helmershausen). 1320/23 gingen die fuldischen Orte Seeba und Bettenhausen in den Besitz der Grafen von Henneberg-Schleusingen über und wurden dem Amt Sand angegliedert, gerichtlich gehörten sie aber zur Zent Kaltennordheim. Bereits 1350 wurden sie wieder an das Kloster Fulda verpfändet. Nach der Pfandeinlösung im Jahr 1419 gehörten die beiden Orte zum hennebergischen Amt Maßfeld, mit dem sie nach Aussterben der Henneberger zunächst unter gemeinsame Verwaltung der Ernestiner und Albertiner und ab 1680 schließlich zum Herzogtum Sachsen-Meiningen kamen.
1723 wurden bei einem Großbrand Kirche, Schule, alle Häuser und Scheunen bis auf ein Hirtenhaus vernichtet. Am 1. Januar 1971 wurde Seeba nach Herpf eingemeindet. Am 1. August 1996 wurde der Ort aus Herpf aus- und in die Gemeinde Rhönblick umgegliedert.

## Sehenswürdigkeiten

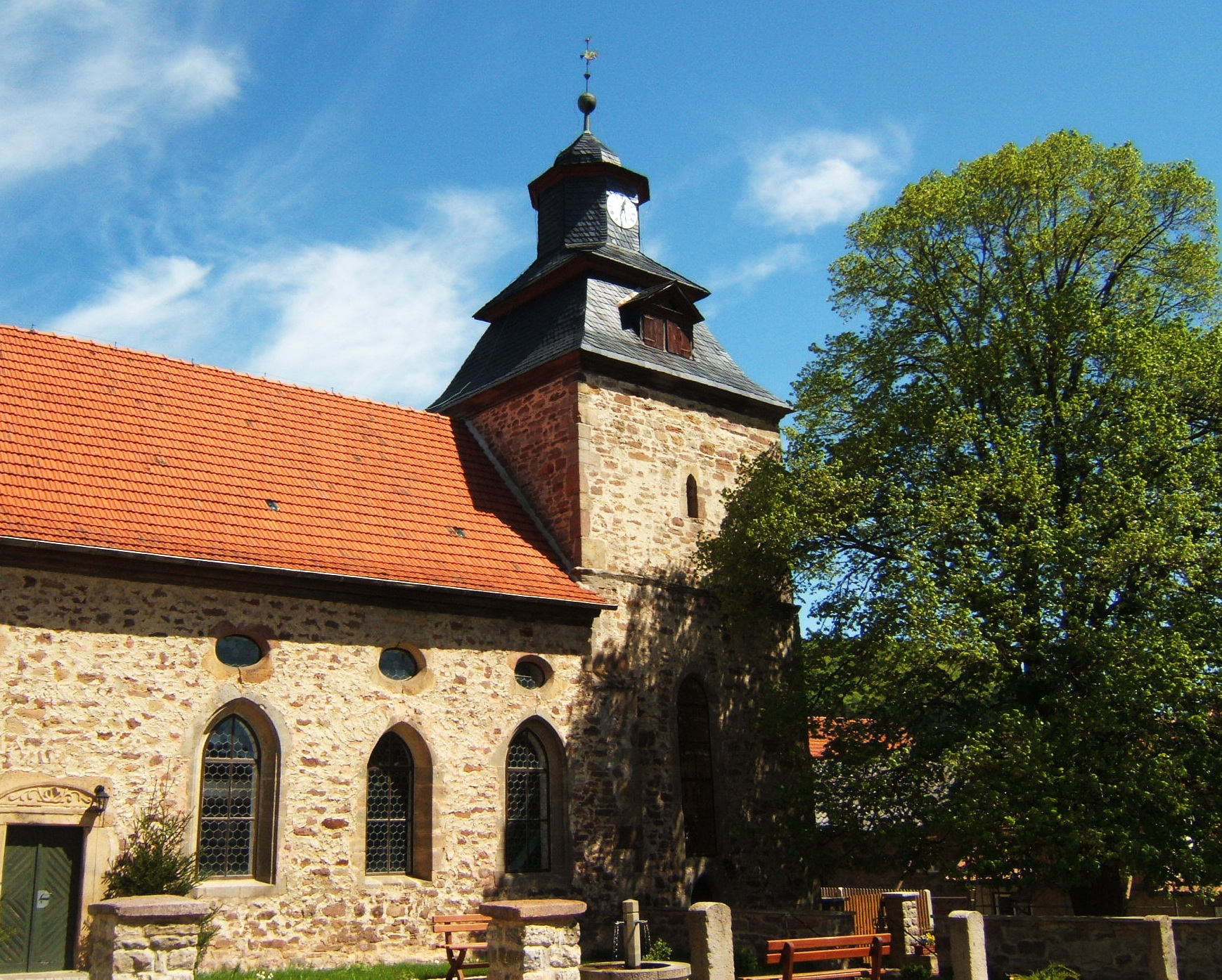
Kirche in Seeba

- Die evangelische Marienkirche wurde 1725–1732 nach dem Dorfbrand neu errichtet.[6] Die Orgel auf der Ostempore stammt aus dem Jahre 1668. Sie wurde von Johann Moritz Weise (1632–1704) aus Gotha gebaut, ursprünglich für die Kirche in Herpf, und 1760 hier durch Orgelbaumeister Johann Caspar Rommel (1721–1800) aus Roßdorf/Rhön neu aufgebaut. Im Jahre 2000 erfolgte eine Restaurierung durch Orgelbau Hoffmann. Das Instrument umfasst 11 Register auf 1 Manual (C,D–c3) und Pedal (C,D–d1).[7][8][9][10]

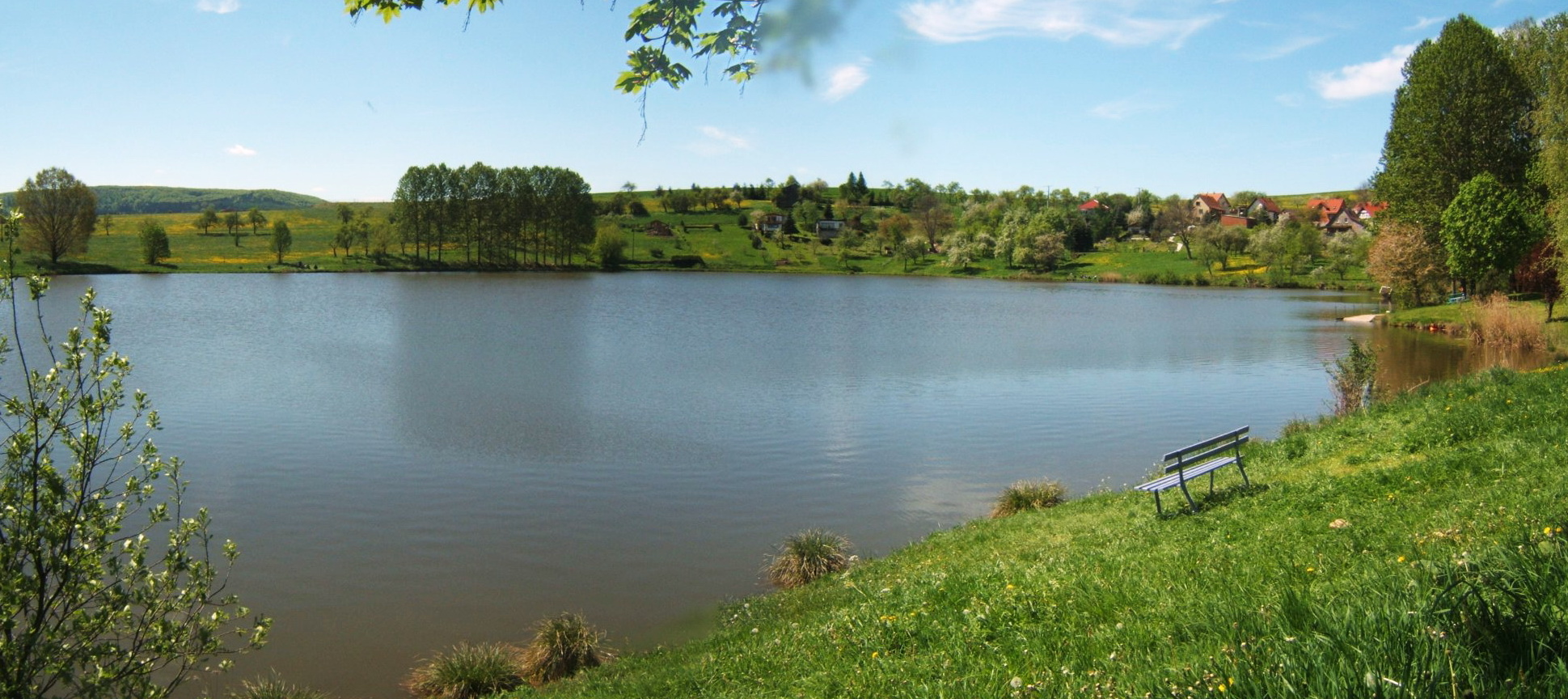
Der See in Seeba

- Der Seebaer See ist ein Einbruchsee, der durch Auslaugung im hier vorherrschenden Muschelkalk entstanden ist. Einer Sage nach ärgerte sich eine reiche Witwe in Seeba vor ihrem Tod über ihre beiden habgierigen Söhne. Beide wollten die Wiese am Seeb besitzen, die Jahre vorher durch Trockenlegung entstanden war. Daher wünschte sie, dass nach ihrem Tod das wassergefüllte Träbeser Loch (bei Träbes, ca. 2 km von Seeba) auslaufen und dadurch die Wiese überfluten solle. Nach ihrer Todesnacht sei das Träbeser Loch dann tatsächlich leer und die Wiese in einen Teich, den Seeb, verwandelt gewesen.

## In Seeba geborene Persönlichkeiten
- Fridrun Kuhle (* 1940), Malerin